# Kanton Montluçon-Ouest
Der Kanton Montluçon-Ouest war bis 2015 ein französischer Wahlkreis im Arrondissement Montluçon, im Département Allier und in der Region Auvergne. Er umfasste drei Gemeinden und den westlichen Teil der Stadt Montluçon. Die landesweiten Änderungen in der Zusammensetzung der Kantone brachten im März 2015 seine Auflösung.

## Gemeinden
In der nachfolgenden Tabelle ist für alle Gemeinden jeweils die gesamte Einwohnerzahl angegeben.
| Gemeinde    | Einwohner Jahr | Fläche km² | Bevölkerungsdichte | Code INSEE | Postleitzahl |
| ----------- | -------------- | ---------- | ------------------ | ---------- | ------------ |
| Lamaids     | 197 (2013)     | 8,02       | 25 Einw./km²       | 03136      | 03380        |
| Montluçon   | 37.839 (2013)  | –          | – Einw./km²        | 03185      | 03100        |
| Prémilhat   | 2.408 (2013)   | 21,12      | 114 Einw./km²      | 03211      | 03410        |
| Quinssaines | 1.430 (2013)   | 25,37      | 56 Einw./km²       | 03212      | 03380        |

## Einwohner
| Bevölkerungsentwicklung | Bevölkerungsentwicklung |
| Jahr                    | Einwohner               |
| ----------------------- | ----------------------- |
| 1990                    | 14.447                  |
| 1999                    | 13.172                  |
| 2006                    | 13.783                  |
| 2011                    | 14.023                  |

## Politik
| Vertreter im conseil général des Départements | Vertreter im conseil général des Départements | Vertreter im conseil général des Départements |
| Amtszeit                                      | Name                                          | Partei                                        |
| --------------------------------------------- | --------------------------------------------- | --------------------------------------------- |
| 2004–2015                                     | Bernard Pozzoli                               | PS                                            |